# Things Take Time, Take Time
Things Take Time, Take Time è il terzo album in studio della cantautrice australiana Courtney Barnett, pubblicato nel novembre 2021 da Milk! Records, Mom + Pop Music e Marathon Artists.

## Tracce
1. Rae Street – 4:31
2. Sunfair Sundown – 2:45
3. Here's the Thing – 4:27
4. Before You Gotta Go – 3:45
5. Turning Green – 4:18
6. Take It Day by Day – 1:50
7. If I Don't Hear from You Tonight – 3:37
8. Write a List of Things to Look Forward To – 2:48
9. Splendour – 2:14
10. Oh the Night – 3:43

## Formazione

### Musicisti
- Courtney Barnett - voce, chitarra, basso, pianoforte
- Stella Mozgawa - batteria, percussioni, tastiere, sintetizzatore

### Produzione
- Courtney Barnett
- Stella Mozgawa